# 양동원
양동원(梁棟原, 1987년 2월 5일 ~ )은 대한민국의 전직 축구 선수이다. 현역 시절 포지션은 골키퍼였다.

## 클럽 경력
2005년 대전 시티즌에 입단하였지만 최은성에 밀려 2011년 수원 삼성으로 이적하기 전까지 리그 13경기 출전에 그쳤다. 수원에서의 첫 시즌인 2011 시즌 3경기에 출전에 그쳤지만, 2012년엔 런던 올림픽에 차출된 정성룡을 대신하여 리그 11경기에 출전하며 프로 데뷔 후 시즌 가장 많은 리그 경기에 출전하였다.
2014년 주전으로 활약하기 위해 수원의 재계약 제안을 거부하고 강원 FC로 이적하였고, 2014 시즌 리그 16경기에 출전하였다. 시즌 종료 후 군 복무를 위해 상주 상무에 입단하였다.
군 복무를 마치고, 2017 시즌에 성남 FC로 이적하였고, 2018 시즌을 앞두고 FC 안양으로 이적하였다.
2021 시즌 종료 이후, 현역 은퇴를 선언했다.
그 후, 2022년부터 수원 FC U-18 GK 코치에 부임하여 본격적으로 지도자 생활을 시작하였다.
2023 시즌에 강원 FC GK 코치로 부임하였다.

## 수상

### 클럽

#### 상주 상무
- K리그 챌린지
  - 우승 1회 : 2015